# ليوناردو ديل فيكيو
ليوناردو ديل فيكيو (22 مايو 1935 - 27 يونيو 2022)، هو رجل أعمال وملياردير إيطالي، مؤسس ورئيس شركة لوكسوتيكا، أكبر منتج للنظارات في العالم، مع 77734 موظفًا وأكثر من 7000 متجرا.
اعتبارًا من يناير 2018، قَدّرت مجلة فوربس ثروته بـ 21.9 مليار دولار، مما جعله ثاني أغنى رجل في إيطاليا، والسابع والأربعين على العالم.

## روابط خارجية
- ليوناردو ديل فيكيو على موقع مونزينجر (الألمانية)